# Cyclodendron
Cyclodendron es un género extinto de plantas vasculares sin semillas pertenecientes al taxón Lycophyta. Data del Pérmico.

## Ubicación
En Brasil, la especie C. brasiliensis se encuentra en Morro Papaleo afloran en el municipio de Mariana Pimentel. Situado en el geoparque Paleorrota en la Formación Río Bonito y data del Sakmariense perteneciente al periodo Pérmico. La especie C. andreisii se encuentra en Uruguay.